# 데니스 강
데니스 강(프랑스어: Denis Kang 드니 캉[*], 한국어: 강대수 1977년 9월 17일 ~)은 프랑스 출신의 캐나다인 종합격투기 선수다. 한국인 아버지와 프랑스계 어머니 사이에서 태어났다. 1998년 이종격투기선수로 데뷔해 판크라스, 프라이드 FC, 스피릿 MC, M-1 등 세계 여러 단체에서 활동했으며, 2007년부터는 K-1 히어로즈에서 활동하게 되었다. 2004년 9월 9일 스피릿 MC 그랑프리에서 스피릿 MC 헤비급 챔피언에 올랐고, 2006년 11월 5일 프라이드 무사도 13 웰터급 그랑프리에서 준우승을 차지했다.
그의 둘째 동생은 복싱 트레이너 겸 MMA 선수인 토머스(토미) 강, 막내 동생은 배우로 활약 중인 줄리엔 강이다.

## 종합격투기
데니스 강의 종합격투기 경력은 1998년 캐나다 밴쿠버에서 열린 얼티밋 워리어 챌린지에서 시작되었다.
강은 첫 상대를 리어 네이키드 초크로 기권시키며 데뷔를 했고, 이후 21전 12승 7패 1무 1무효경기의 성적을 거둔 뒤, 대한민국의 신생 종합격투기 단체인 스피릿 MC와 계약했다.
데니스는 대한민국에서 5전 전승을 거두며 스피릿 MC 헤비급 챔피언 벨트를 거머쥐었고, 이어 미국 플로리다주에 있는 종합격투기 팀인 아메리칸 탑 팀으로 들어갔다.
이때 프라이드 FC와 계약하고 무사도 6 대회에서 오바 타카히로를 1회 4분 24초에 암바로 기권시키며 프라이드 링에 데뷔하게 된다.
프라이드에서 치른 두 번째 경기는 안드레이 세메노프와의 경기였다. 이미 안드레이 세메노프와는 1전을 치른 경험이 있었는데 당시의 결과는 무승부였지만 프라이드 무대에서는 3:0 판정으로 데니스가 승리하게 된다.
그 뒤, 프라이드 FC 2006 웰터급 그랑프리의 출전자격을 놓고 영국의 마크 위어와 시합, TKO 승리를 얻어 낸 후 2006 웰터급 그랑프리의 출전권을 따내게 된다.
웰터급 그랑프리 개막전에서 강자로 평가받던 무릴로 닌자와의 경기에서 1R 16초만의 KO승리를 따 내고 8강 진출을 이루어 낸다.
8강전에서 정석 타격가인 아르메니아의 아마르 슬로예프와 만나 1R 리어 네이키드 초크로 마무리 지으며 4강까지 올라가게 된다.
4강에서의 상대는 고노 아키히로가 되었는데 이미 헥터 롬바드와 게가드 무사시를 꺾고 올라 온 상태였다. 고노와의 경기 전 데니스 강의 약혼녀인 셸비 워커가 사망한다. 경기를 3:0 판정으로 이긴 데니스는 2006년 웰터급 그랑프리 결승까지 진출하게 된다.
그러나 고노 아키히로와 펼쳤던 준결승전에서 입은 부상의 후유증이 남아 결승전에서 미사키 카즈오에게 패한다.
2007년 3월 11일, 최정규를 상대로 스피릿 MC 헤비급 타이틀 방어전을 가졌고, 3 대 0으로 판정승했지만 경기 도중 주먹의 뼈가 부러져 몇 개월간 휴식을 취했다.
데니스는 프라이드와의 계약이 만료되자 HERO'S로 이적했다.
히어로즈 첫 경기인 K-1 히어로즈 서울 대회에서 추성훈과 복귀전을 치렀지만, 1R 추성훈의 주먹에 단 한 방을 맞고 KO 패했다.데니스 강은 2008년 4월 29일에 열린 드림2에서 게가드 무사시랑 맞붙었지만 1R에 트라이앵글 초크로 패배했다.
2008년 8월 31일에는 한국 헤비급 파이터 김재영과 스피릿MC 챔피언 방어전을 펼쳐서 1R에 파운딩으로 승리하여 스피릿MC 챔피언 방어전에 성공하였다.
2009년에는 UFC로 전격 전향을 하게 됐다.
1월 18일에 데뷔 상대인 장신 파이터 앨런 벨처를 상대했지만 2R 후반에 기습 초크로 패배하게 됐다. 2009년 4월 18일에는 프랑스 흑인 파이터 자비에르 포우파 포캄을 상대하여 판정으로 승리한다. 2009년 11월 14일에는 영국인 파이터 마이클 비스핑을 상대하게 된다.
비스핑의 고향인 영국 맨체스터에서 열린 이번 경기에서 데니스 강은 비스핑에 대한 일방적인 응원에도 불구하고 초반에 선전했으나 2라운드가 되면서 수세에 몰리며 2라운드 4분 24초에 파운딩에 의한 TKO로 패배한다.
UFC에서 1승 2패의 아쉬운 성적을 거둔 데니스 강은 UFC측의 일방적인 퇴출 통보를 받게 된다.
2010년 캐나다의 중소 단체인 W-1(WARRIOR ONE)과 계약하고 3월 20일 캐나다 퀘백에서 열리게 될 배드블러드(BAD BLOOD)에서 버논'타이거'화이트와 경기를 앞두고 있다.

## 전적

### 종합격투기 전적
- 55전 35승 16패 2무 2무효(12 KO)

| 결과   | 상대                  | 내용                          | 라운드 | 시간  | 대회                                          | 날짜             |
| ------ | --------------------- | ----------------------------- | ------ | ----- | --------------------------------------------- | ---------------- |
| 패     | 멜빈 맨호프           | KO                            | 1      | 0:51  | Dream 18                                      | 2012년 12월 31일 |
| 승     | 손혜석                | TKO                           | 1      | 4:50  | Road FC 8 - Bitter Rivals                     | 2012년 6월 16일  |
| 패     | 오야마 슌고           | TKO                           | 1      | 4:30  | Road FC 5 - Night of Champions                | 2011년 12월 3일  |
| 패     | 위승배                | TKO                           | 2      | 3:18  | Road FC 3 - Explosion                         | 2011년 7월 24일  |
| 패     | 제시 테일러           | 서브미션(리어 네이키드 초크)  | 1      | 1:57  | BFL 8 - Island Beatdown                       | 2011년 5월 28일  |
| 승     | 이은수                | 판정                          | 3      | 5:00  | Road FC 2 - Alive                             | 2011년 4월 16일  |
| 무승부 | 파울로 필리오         | 동점                          | 3      | 5:00  | Impact FC 2 - The Uprising: Sydney            | 2010년 7월 18일  |
| 승     | 김대원                | 서브미션(삼각조르기)          | 1      | 1:49  | W-1 MMA 1                                     | 2010년 6월 19일  |
| 패     | 마이클 비스핑         | TKO(파운딩)                   | 2      | 4:24  | UFC 105 COUTURE vs VERA                       | 2009년 11월 14일 |
| 승     | 자비에르 포우파 포캄  | 판정                          | 3      | 5:00  | UFC 97 REDEMPTION                             | 2009년 4월 18일  |
| 패     | 앨런 벨처             | TKO(서브미션)                 | 2      | 4:36  | UFC 93 - Frankrin vs Handerson                | 2009년 1월 18일  |
| 승     | 마빈 이스트먼         | KO(펀치)                      | 1      | 0:48  | Raw Combat - Redemption                       | 2008년 10월 25일 |
| 승     | 김재영                | KO(펀치)                      | 1      | 2:47  | 스피릿 MC 18                                  | 2008년 8월 31일  |
| 패     | 게가르 무사시         | 서브미션(리어 네이키드 초크)  | 1      | 3:10  | Dream2 - middle weight granprix opening round | 2008년 4월 29일  |
| 패     | 추성훈                | KO (펀치)                     | 1      | 4:45  | K-1 히어로즈 2007 인 서울                     | 2007년 10월 28일 |
| 승     | 최정규                | 판정                          | 3      | 5:00  | 스피릿 MC 인터리그 5                          | 2007년 3월 11일  |
| 패     | 미사키 카즈오         | 판정                          | 2      | 5:00  | 프라이드 FC 무사도 13 웰터급 GP               | 2006년 11월 5일  |
| 승     | 고노 아키히로         | 판정                          | 2      | 5:00  | 프라이드 FC 무사도 13 웰터급 GP               | 2006년 11월 5일  |
| 승     | 아마르 슬로에프       | 서브미션 (리어 네이키드 초크) | 1      | 4:10  | 프라이드 FC 무사도 12                         | 2006년 8월 26일  |
| 승     | 무릴로 닌자           | KO (펀치)                     | 1      | 0:15  | 프라이드 FC 무사도 11                         | 2006년 6월 4일   |
| 승     | 알버트 바스콘셀레스   | KO (펀치)                     | 1      | 0:12  | 스피릿 MC 8                                   | 2006년 4월 22일  |
| 승     | 마크 위어             | TKO                           | 1      | 4:55  | 프라이드 FC 무사도 10                         | 2006년 4월 2일   |
| 승     | 론 필드               | 서브미션(리어 네이키드 초크)  | 1      | 2:46  | AFC 14                                        | 2005년 12월 10일 |
| 무효   | 로버트 빌레가스       | 무효경기                      | 1      |       | 스피릿 MC 7                                   | 2005년 10월 29일 |
| 승     | 안드레이 세메노프     | 판정                          | 2      | 5:00  | 프라이드 FC 무사도 8                          | 2005년 7월 17일  |
| 승     | 오바 다카히로         | 서브미션 (암바)               | 1      | 4:24  | 프라이드 FC 무사도 6                          | 2005년 4월 3일   |
| 승     | 알렉세이 베젤로조로프 | 서브미션 (초크)               | 1      | 1:17  | M-1 MFC 헤비급 GP                             | 2004년 12월 4일  |
| 승     | 양진호                | TKO (펀치)                    | 1      | 0:49  | 스피릿 MC 2004 GP                             | 2004년 9월 11일  |
| 승     | 김재영                | 서브미션 (초크 슬리퍼)        | 1      | 1:38  | 스피릿 MC 2004 GP                             | 2004년 9월 11일  |
| 승     | 하마다 준페이         | 서브미션 (암락)               | 1      | 2:35  | 스피릿 MC 2004 GP                             | 2004년 9월 11일  |
| 승     | 코부스 휘사먼         | TKO                           | 1      | 1:06  | 스피릿 MC 2004 GP                             | 2004년 6월 12일  |
| 승     | 조현철                | 서브미션(리어 네이키드 초크)  | 1      | 2:06  | 스피릿 MC 3                                   | 2004년 4월 10일  |
| 승     | 김재영                | TKO(펀치)                     | 1      | 0:38  | 스피릿 MC 1                                   | 2004년 2월 7일   |
| 승     | 김형준                | TKO(펀치)                     | 1      | 1:13  | 스피릿 MC 1                                   | 2004년 2월 7일   |
| 무승부 | 안드레이 세메노프     | draw                          | 1      | 10:00 | M-1 MFC 러시아 VS 월드 7                      | 2003년 12월 5일  |
| 승     | 스테판 포트빈         | TKO                           | 3      |       | TKO 13                                        | 2003년 9월 6일   |
| 승     | 카이포 칼라마         | 판정                          | 3      | 3:00  | SB 30                                         | 2003년 6월 13일  |
| 승     | 브랜던 세구인         | 서브미션 (암바)               | 1      | 2:24  | SB 30                                         | 2003년 6월 13일  |
| 승     | 키이스 로켈           | KO                            | 2      | 2:59  | USAMMA 3 - Rings of Fury                      | 2003년 5월 3일   |
| 승     | 크리스 픽             | 서브미션 (리어 네이키드 초크) | 1      | 0:57  | WFF 4 - Civil War                             | 2003년 4월 4일   |
| 패     | 제이슨 밀러           | 서브미션 (리어 네이키드 초크) | 2      | 1:41  | Extreme Challenge 50                          | 2003년 2월 23일  |
| 패     | 조 덕슨               | 서브미션 (트라이앵글 초크)    | 1      | 4:49  | UCC 11                                        | 2002년 10월 11일 |
| 승     | 팻 히얼리             | 서브미션 (길로틴 초크)        | 1      |       | Rumble in the Ring 7                          | 2002년 7월 10일  |
| 승     | 셰인 비버             | 서브미션 (암락)               | 1      |       | WFF 2                                         | 2002년 6월 22일  |
| 무효   | 드니 홀먼             | 무효경기                      | 2      |       | WFF 1                                         | 2002년 4월 23일  |
| 패     | 마르티 아르멘다레스   | TKO                           | 1      | 3:52  | IFC WC 15                                     | 2001년 8월 31일  |
| 패     | 시부야 오사미         | 서브미션 (리어 네이키드 초크) | 3      | 3:45  | 판크라스 프루프 3                             | 2001년 5월 13일  |
| 패     | 야마미야 케이치로     | 판정                          | 2      | 3:00  | 판크라스 트랜스 7                             | 2000년 12월 4일  |
| 승     | 스즈키 미노루         | 서브미션 (등부상)             | 1      | 3:43  | 판크라스 2000 기념 쇼                         | 2000년 9월 24일  |
| 승     | 로니 카니다           | TKO                           | 1      |       | WCT                                           | 2000년 3월 18일  |
| 패     | 조 슬릭               | 서브미션 (암 트라이앵글 초크) | 1      | 5:53  | Extreme Challenge 24                          | 1999년 5월 15일  |
| 패     | 자켄 플린             | 서브미션 (길로틴 초크)        | 1      | 4:07  | BRI 2                                         | 1999년 4월 24일  |
| 승     | 톰 볼거               | 서브미션 (트라이앵글 초크)    | 1      | 1:55  | BRI 2                                         | 1999년 4월 24일  |
| 승     | 파디 하빕             | TKO                           | 1      |       | UWC 2                                         | 1998년 11월 1일  |
| 승     | 에릭 하크로우         | 서브미션 (리어 네이키드 초크) | 1      | 0:15  | UWC 1                                         | 1998년 8월 2일   |

### 입식타격기 전적
- 1전 0승 1패(0 KO)

| 결과 | 상대                  | 내용 | 라운드 | 시간 | 대회                      | 날짜            |
| ---- | --------------------- | ---- | ------ | ---- | ------------------------- | --------------- |
| 패   | 카오클라이 카엔노르싱 | KO   | 1      | 1:48 | K-1 월드 GP 2004 in Seoul | 2004년 7월 17일 |

## CF
- 2004년
  - EVERLAST
  - SPLIS

## 출연작
- 맞짱 (2008)
- 색즉시공2 (2007)